# Musofobia
La musofobia o murofobia o muridofobia o surifobia è un particolare tipo di fobia, consistente nella paura nei confronti dei topi o dei roditori in generale.

## Etimologia
La prima parte del termine musofobia deriva del greco μῦς  (mys), che significa appunto "topo".
La prima parte del termine surifobia deriva invece dal francese souris.

## Sintomi
I sintomi possono variare dall'ansia, alla mancanza di respiro, nausea, panico, ecc.

## Terapie
La psicoterapia, l'ipnosi e la VRT (Virtual Reality Therapy) ovvero la terapia basata sulla realtà virtuale rappresentano dei trattamenti efficaci per affrontare questa fobia specifica. 

## La musofobia nella cultura di massa
Nella cultura di massa, la musofobia è stata spesso associata alle donne, raffigurate in libri, film, cartoni animati, ecc. mentre urlano sopra una sedia alla presenza di un topo.
Un'altra associazione popolare, più antica, lega la musofobia agli elefanti: ciò si deve probabilmente a quanto è stato tramandato da Plinio il Vecchio nell'VIII libro della Naturalis Historia.

### Letteratura
- Nel romanzo distopico 1984 di George Orwell, il protagonista Winston Smith soffre di musofobia.

### Cinema e fiction
- L'argomento musofobia è stato trattato in un episodio della nona stagione della serie televisiva Don Matteo, episodio intitolato Una vita sul filo[7].
- Il personaggio di Bloodsport nel film The Suicide Squad - Missione suicida, è musofobico, e ironicamente deve collaborare con Ratcatcher II, membro della sua squadra capace di controllare i ratti.

### Cartoni animati e Manga
- Nel famoso cartone animato Tom & Jerry, la padrona del gatto soffre di musofobia ed è notevolmente impaurita ogni qual volta appaia Jerry. Sempre da Tom & Jerry, c'è anche George, il cugino di Tom, che urla quando vede topi.
- Nel manga e anime Doraemon di Fujiko Fujio, Doraemon stesso soffre di musofobia.
- Nell'anime Occhi di gatto, il personaggio di Alice Mitsuko (in originale Mitsuko Asatani) ha una paura folle dei topi.